# TRIUM Global Executive MBA
TRIUM Global Executive MBA è una partnership tra la Stern School of Business della Università di New York, la London School of Economics and Political Science (LSE) e la HEC Paris. TRIUM è al secondo posto al mondo nella classifica EMBA del Financial Times del 2018 e al primo posto nell'edizione 2014. Si è inoltre classificato al primo posto al mondo nella classifica QS Global Joint Executive MBA ogni anno negli ultimi quattro anni.

## Descrizione generale
Il programma TRIUM Global Executive MBA dura 18 mesi e richiede ai partecipanti di dedicare 10 settimane a sessioni oltre i normali impegni lavorativi. Queste sessioni di apprendimento si svolgono in vari hub globali tra cui Londra, New York, Parigi, Seul, Nairobi e Dubai. Progettato con un curriculum lungimirante, il programma mira a fornire agli studenti gli strumenti necessari per comprendere e affrontare abilmente le sfide di un ambiente economico globale in continua evoluzione, ponendo l'accento sulle tendenze aziendali contemporanee, sulla geopolitica e sulle dinamiche economiche.
Il programma TRIUM ha stabilito un processo di ammissione completo per selezionare i suoi partecipanti. Questa procedura è strutturata per verificare che i candidati non solo soddisfino i requisiti accademici e professionali, ma siano anche in sintonia con i valori fondamentali della comunità TRIUM. I criteri di ammissione specificati richiedono almeno 10 anni di esperienza lavorativa professionale. L'accento è posto sui candidati che hanno ricoperto posizioni dirigenziali di alto livello e hanno operato a livello internazionale. Inoltre, a seconda del loro background specifico, ai potenziali partecipanti potrebbe essere richiesto di fornire punteggi di conoscenza della lingua inglese, come TOEFL o IELTS, o punteggi di test standardizzati come GMAT o GRE.
Il processo di selezione è multiforme. Inizialmente viene effettuata una valutazione in base al profilo professionale del candidato. Segue un colloquio informativo volto a determinare l'allineamento con gli obiettivi del programma. Successivamente nel processo, i candidati devono completare un modulo di domanda dettagliato che descriva il loro background accademico e professionale. La fase finale della selezione prevede un colloquio con un membro senior della commissione giudicatrice.

## Accademico
Sotto la guida di professori delle istituzioni partner, il programma TRIUM offre informazioni complete sul business globale, approfondendo aree quali strategia, marketing, finanza, processo decisionale e leadership. Un punto culminante del programma è il Capstone Project, che presenta agli studenti una piattaforma per implementare pragmaticamente le conoscenze acquisite. Moduli specifici, come quello tenutosi a Seoul, si concentrano sulle innovazioni tecnologiche e sulle conseguenti ramificazioni nel settore imprenditoriale.
Adottando un approccio di apprendimento misto su misura per i dirigenti, il programma combina le interazioni in aula con l'apprendimento autonomo. Per tutta la durata del programma, gli studenti si immergono in più di 500 ore di lezioni dal vivo e si prevede che trascorrano dalle 15 alle 20 ore ogni settimana nello studio indipendente. Ciò include letture di moduli preparatori e di follow-up, incarichi, casi di studio, progetti di collaborazione e l'essenziale Capstone Project.
Strutturato per fornire più di una semplice prospettiva accademica, il programma TRIUM promette una spedizione globale olistica. I tre moduli inaugurali si trovano presso le istituzioni partner, dove i temi centrali dell'MBA insieme alla geopolitica sono i punti focali. I moduli successivi approfondiscono argomenti avanzati, incorporano prospettive regionali e sono ambientati in città globali dinamiche. Questi moduli sono integrati da approfondimenti di magnati del business locale ed esperti in materia. Inoltre, viene posta una notevole enfasi sulla coltivazione delle capacità di leadership, preparando gli studenti a guidare diversi team internazionali.
Al termine dei corsi, gli studenti ricevono un MBA rilasciato congiuntamente dalle tre università.

## Studenti
Il corpo studentesco TRIUM è composto da senior manager provenienti da varie parti del mondo, in rappresentanza di una moltitudine di settori e specializzazioni. Una caratteristica condivisa tra questi studenti è la loro precedente esperienza in ruoli di leadership. Molti di loro scelgono il programma TRIUM per una serie di ragioni, che vanno dalle attività accademiche allo sviluppo personale e professionale, nonché all'opportunità di interagire con un gruppo eterogeneo di colleghi.
La composizione della classe TRIUM è varia e non si concentra prevalentemente su un particolare settore o regione geografica. Il gruppo più recente è composto da 50 studenti provenienti da più di 32 paesi in 20 diversi settori aziendali, con un'età media di 40 anni e un'esperienza lavorativa media di 16 anni. Le ragioni per cui si iscrivono al programma sono diverse: alcuni stanno cercando di avanzare all'interno delle loro attuali organizzazioni e altri stanno cercando di espandersi nell'imprenditorialità o di effettuare altre transizioni di carriera.
Un aspetto notevole del programma TRIUM è l'ampia gamma di conoscenze ed esperienze che gli studenti mettono in campo. Questa diversità di background e prospettive contribuisce a creare un ambiente di apprendimento a tutto tondo. Dopo aver completato il programma, i laureati entrano a far parte della rete di ex studenti di TRIUM, che comprende circa 1.200 persone provenienti da quasi 100 paesi. Gli studenti hanno inoltre accesso alle risorse di tutte e tre le scuole e sono membri della più ampia rete di ex studenti di ciascuna scuola.

## Insegnanti
Gli insegnanti che insegnano e hanno insegnato nel programma TRIUM provengono dalle tre scuole dell'alleanza. Loro includono:
- Edward Altman
- Vincent Bastien
- Marc Bertoneche
- Michael Cox
- Nicholas Crafts
- Frédéric Dalsace
- Aswath Damodaran
- Howard Davies
- Ken Froewiss
- Ari Ginsberg
- Dan Gode
- Sonia Marciano
- Elizabeth Morrison
- Gary P. Sampson
- Zur Shapira
- Emma Soane
- Richard Sylla
- Ingo Walter
- Ngaire Woods
- Larry Zicklin